# Miranda Bonansea
Pour les articles homonymes, voir Bonansea.

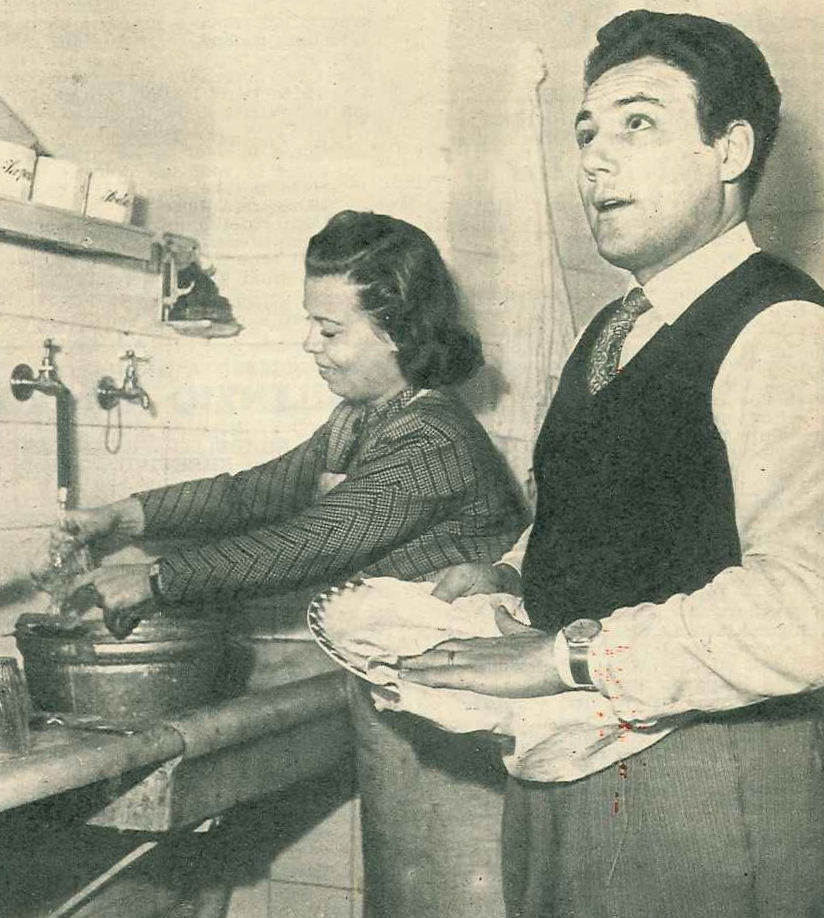
Claudio Villa et Miranda Bonansea en 1955

Miranda Bonansea (née à Mondovì, le 31 octobre 1926 et morte à Rome le 10 février 2019) est une actrice et comédienne italienne, célèbre enfant star  des années 1930 en Italie, et active en tant qu'actrice de radio et de doublage, particulièrement connue pour avoir été la voix italienne de June Allyson, Shirley Temple, Marilyn Monroe et Judy Garland. Elle est mariée de 1952 à 1962 avec le chanteur Claudio Villa, dont elle a eu son fils Mauro.

## Biographie
Fille de Piero Bonansea, photographe de la maison de Savoie, elle grandit à Rome, son oncle est Guido Garavaglia, directeur de compagnies de théâtre et cousin de Leo Garavaglia (it), acteur et doubleur des années 1930. Enfant, elle commence à fréquenter la scène et les décors de cinéma avec son oncle, faisant ses débuts à l'âge de 8 ans, en 1934, dans le film La cieca di Sorrento, de Nunzio Malasomma.
Également connue sous le nom de scène Miranda Garavaglia, elle s'impose comme l'actrice enfant la plus célèbre du cinéma italien des années 1930, suivie dans les années 1940 par Mariù Pascoli. Définie comme la Shirley Temple italienne dans le film Fermo con le mani ! de 1937 réalisé par Gero, la production décide de l'habiller et de la coiffer comme elle. Elle deviendra aussi sa doubleuse italienne.
Dans les années 1930, elle participe fréquemment à des émissions radiophoniques de l'EIAR, en tant qu'invitée et actrice jouant des rôles d'enfants et en tant qu'adulte, dans des comédies et des drames radiophoniques de la RAI jusqu'au début des années 1960. Elle  travaille également au théâtre, jouant en 1940 dans une comédie de Thornton Wilder, dirigée par Gerardo Guerrieri (it).
Au cours de la saison radiophonique 1942-1943, elle fait partie de la distribution de la populaire émission hebdomadaire Terziglio, qui propose un thème  différent à chaque épisode ; parmi les auteurs figurent Federico Fellini, et les acteurs Giulietta Masina et Mario Riva.
Après ses débuts en doublage en 1932 aux studios Paramount de Saint-Maurice, à partir du milieu des années 1930, elle est la voix de doublage italienne à la  CDC de plusieurs actrices célèbres, dont Shirley Temple, June Allyson, Jean Simmons, Jane Powell, Marilyn Monroe, Judy Garland. Elle prend sa retraite en 2009, après 77 ans d'activité. Son dernier doublage est celui de Betty White dans le rôle de Ann Douglas dans le feuilleton Amour, Gloire et Beauté.
Elle est morte le 10 février 2019 à Rome, à l'âge de 92 ans.
Miranda Bonansea a épousé le chanteur Claudio Villa en 1952, mariage qui aura duré dix ans. De cette union est né un fils, Mauro Pica, en 1953.

## Filmographie partielle
- 1934 : La cieca di Sorrento, de Nunzio Malasomma
- 1935 : Passaporto rosso, de Guido Brignone
- 1936 : Il re Burlone, de Enrico Guazzoni
- 1936 : Il grande silenzio, de Giovanni Zannini
- 1937 : I tre desideri, de Giorgio Ferroni et Kurt Gerron
- 1937 : Fermo con le mani!, de Gero Zambuto
- 1938 : Il torrente, de Marco Elter
- 1939 : Il sogno di Butterfly, de Carmine Gallone
- 1942 : I sette peccati, de László Kiss